# Велиев, Аблязиз
Аблязи́з Вели́ев (крымскотат. Ablâziz Veliyev, Аблязиз Велиев; род. 25 октября 1939, Козы) — крымскотатарский поэт, переводчик, писатель-сатирик, журналист и общественный деятель, автор многочисленных стихов, песен, переводов. В общей сложности издано более 40 его книг. Заслуженный деятель искусств АР Крым (2010), лауреат премии им. Б. Чобан-заде (2008), академик Крымской литературной Академии (1993), член Национального союза писателей Украины (1993), член Национального союза журналистов Украины (1993), вице-президент крымскотатарского пен-клуба (1999), участник Всемирных фестивалей тюркской поэзии в Крыму, Турции, на Кипре.

## Биография
Родился 25 октября (по словам самого Велиева, он родился 23 октября) 1939 года в селе Коз (ныне — Солнечная Долина) в семье Вели Мустафаева и Афифе Велиевой.
В 1944 году в четырёхлетнем возрасте был депортирован вместе с матерью в Самаркандскую область Узбекской ССР. Его отец погиб во время Великой Отечественной войны.
После окончания средней школы поступил на фельдшерско-акушерское отделение медицинского училища. Работал подсобным рабочим трамвайного парка Ташкентского трамвайно-троллейбусного треста. С 1958 по 1961 год служил в Советской Армии. В 1968 году окончил факультет журналистики Ташкентского университета.
Начиная с 1962 года работал в журналистике, сотрудничая с различными (в том числе национальными) периодическими изданиями. Был литературным сотрудником, заведующим отдела редакции, ответственным секретарём газеты «Тукимачилар овози» («Голос текстильщика») Ташкентского текстильного комбината, затем — в 1969—1985 годах — работал в редакции газеты «Ленин байрагъы» («Ленинское знамя») и журнале "Йылдызчыкъ—Зірочка".
После возвращения на родину, в Крым, жил в городе Симферополе. Работал заместителем редактора газеты «Янъы дюнья» («Новый мир»). С 1993 по 2001 год по совместительству работал редактором Гостелекомпании «Крым». С 2001 года был главным редактором крымскотатарского сатирического журнала «Ха-ха-ха», а с 2002 года — также старшим преподавателем кафедры крымскотатарской и турецкой литературы Крымского инженерно-педагогического университета.
Знание языков: крымскотатарский, татарский, турецкий, узбекский, русский, украинский.